# 赵大春
赵大春（1970年10月—），江苏泰州人，汉族，中国共产党党员。中华人民共和国政治人物、第十三届全国人民代表大会代表。现任河北省人民政府党组成员、副省长。

## 生平

### 中国移动
1989年至1993年在东南大学学习，取得工学学士学位，毕业后进入中国移动。1999年2月起为江苏移动无锡分公司市场部副总经理、总经理，2003年3月出任江苏移动市场部副总经理。2007年4月，调任江苏移动扬州分公司党委书记、总经理，2009年1月又任江苏移动市场经营部总经理，期间在南京大学学习，获工商管理专业硕士学位。
2010年2月起，跨省任陕西移动副总经理、总经理，通信实业公司总经理，期间当选为政协陕西省第十一届委员会委员。
2015年9月，轮岗调任四川移动董事长、总经理，四川通信服务公司总经理，期间于2018年2月24日当选为四川省第十三届全国人大代表。
2019年1月，任中国移动通信集团有限公司党组成员、副总经理，成为中管正厅级干部。

### 河北
2023年10月，到地方出任河北省人民政府党组成员、副省长，晋升副部级。